# Grzegorz Woźniak (harcmistrz)
Grzegorz Woźniak – instruktor harcerski, harcmistrz, w latach 2021–2022 naczelnik Związku Harcerstwa Polskiego.

## Życiorys
Jest rodowitym płocczaninem. Z harcerstwem związany jest od lat 60. XX wieku, był zuchem w gromadzie zuchowej „Płockie Orlęta” w Szkole Podstawowej nr 2 i harcerzem w tamtejszej drużynie harcerskiej, a następnie w 135 Wodnej Drużynie Harcerskiej działającej przy płockim technikum mechanicznym, której był drużynowym. Organizował obozy żeglarskie.
Był pilotem Chorągwi Płockiej ZHP. Od 1981 pełnił funkcję zastępcy komendanta, a od 1987 – komendanta tej chorągwi, następnie był komendantem Chorągwi Mazowieckiej. W 2016 po rezygnacji komendantki Chorągwi Lubelskiej ZHP przez kilka miesięcy był w niej pełnomocnikiem Głównej Kwatery ZHP. W 2019 był pełnomocnikiem GK ZHP i kuratorem sądowym dla Chorągwi Ziemi Lubuskiej, w 2020 został wybrany jej komendantem i pełnił tę funkcję do 20 marca 2021 roku. Pod względem stażu na funkcjach komendantów chorągwi nie ma równego sobie w całym kraju. 
W latach 2007–2017 był członkiem Głównej Kwatery ZHP kierowanej przez hm. Małgorzatę Sinicę.
W dniu 13 marca 2021 został wybrany przez Radę Naczelną ZHP na funkcję Naczelnika ZHP. Nie otrzymał absolutorium za swoją pracę 20 maja 2022 roku, na 42 Zjeździe Zwyczajnym ZHP.